# Sint-Mauruskerk (Holsbeek)

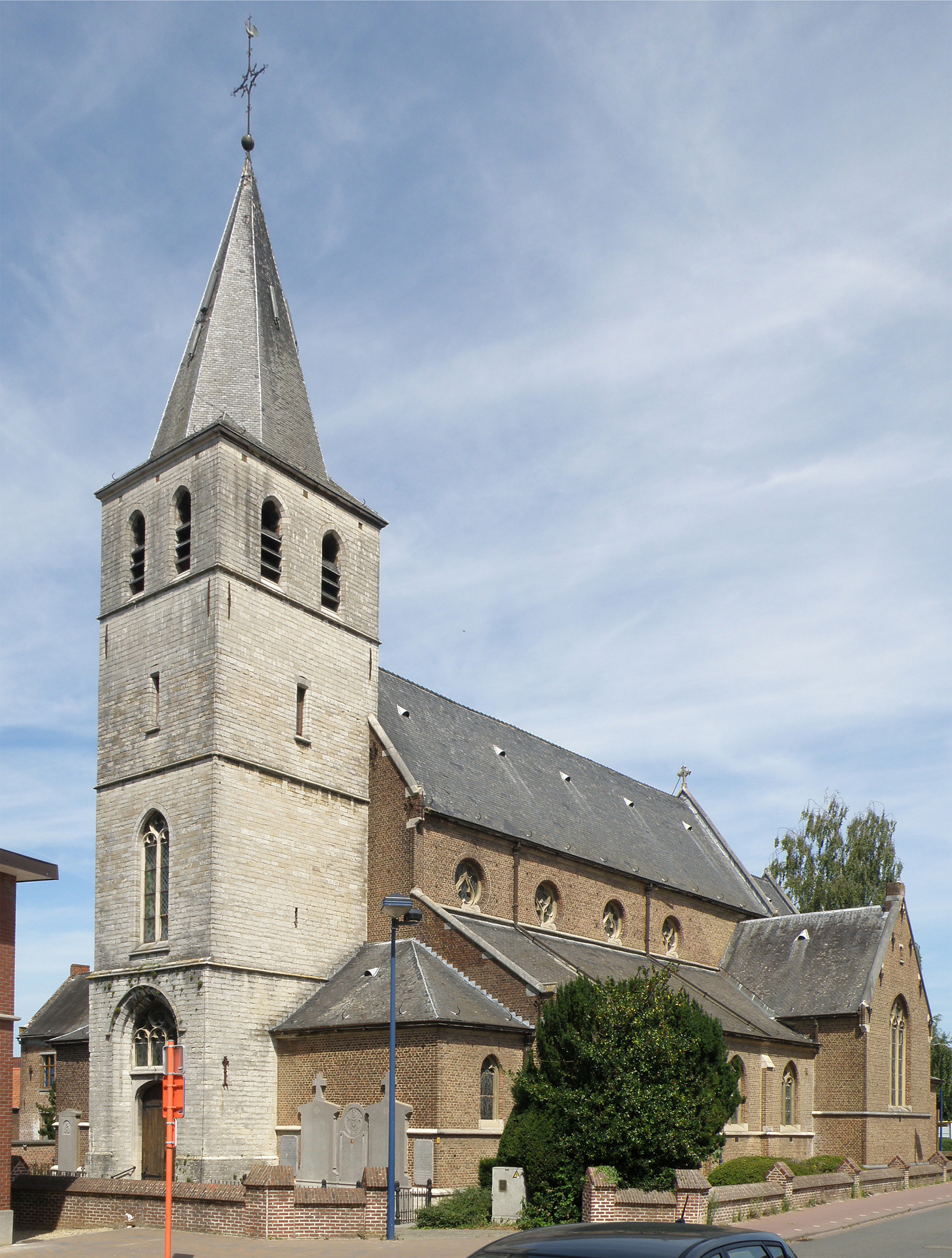
Sint-Mauruskerk

De Sint-Mauruskerk is de parochiekerk van de Vlaams-Brabantse plaats Holsbeek, gelegen aan de Gebr. van Tiltstraat 1.
Deze kerk bezit een voorgebouwde zandstenen toren van 1564 die oorspronkelijk drie geledingen had maar in de 20e eeuw met een geleding werd verhoogd. In 1910 werd de eigenlijke kerk geheel herbouwd tot een bakstenen basilicale kruiskerk in neogotische stijl. De kerk werd tijdens de Tweede Wereldoorlog zwaar beschadigd toen een V1 insloeg. Daarna werd hij gerestaureerd.
De kerk bezit een biechtstoel uit de 17e en een uit de 18e eeuw. Er is een passiedrieluik van 1540. Een schilderij De kroning van Maria (1760) is vervaardigd door Pieter Jozef Verhaghen. Een Sint-Anna-te-drieën is 15e-eeuws. Een 17e-eeuws Sint-Antoniusbeeld is in renaissancestijl.